# Presidenti della Provincia di Massa-Carrara
Elenco dei presidenti dell'amministrazione provinciale di Massa-Carrara.

## Regno d'Italia (1861-1946)

### Presidenti del Consiglio provinciale (1861-1926)
- Francesco Raffaelli (1862-1867)
- Leopoldo Barberi (1867-1872)
- Antonio Giuliani (1872-1876)
- Nicolò Quartieri (1876-1904)
- Camillo Cimati (1905-1916 ?)

### Presidenti della Deputazione provinciale (1889-1926)
| Nº | Nº | Ritratto | Nome                 | Mandato | Mandato | Partito |
| Nº | Nº | Ritratto | Nome                 | Inizio  | Fine    | Partito |
| -- | -- | -------- | -------------------- | ------- | ------- | ------- |
| 1  |    |          | Cesare Betti         | 1889    | 1902    | ?       |
| 2  |    |          | Silvio Pellerano     | 1902    | 1904    | ?       |
| 3  |    |          | Ferdinando Quartieri | 1905    | 1907    | ?       |
| 4  |    |          | Battista Cavagnada   | 1907    | 1908    | ?       |
| 5  |    |          | Giuseppe Tedeschi    | 1908    | ?       | ?       |

## Repubblica italiana (dal 1946)

### Presidenti della provincia (dal 1951)
| Presidenti eletti dal Consiglio provinciale (1951-1994)                | Presidenti eletti dal Consiglio provinciale (1951-1994) | Presidenti eletti dal Consiglio provinciale (1951-1994) | Presidenti eletti dal Consiglio provinciale (1951-1994) | Presidenti eletti dal Consiglio provinciale (1951-1994) | Presidenti eletti dal Consiglio provinciale (1951-1994) |
| Nominativo                                                             | Nominativo                                              | Partito                                                 | Partito                                                 | Mandato                                                 | Mandato                                                 |
| Nominativo                                                             | Nominativo                                              | Partito                                                 | Partito                                                 | Inizio                                                  | Fine                                                    |
| ---------------------------------------------------------------------- | ------------------------------------------------------- | ------------------------------------------------------- | ------------------------------------------------------- | ------------------------------------------------------- | ------------------------------------------------------- |
|                                                                        | Giulio Guidoni                                          |                                                         | Democrazia Cristiana                                    | 1951                                                    | 1956                                                    |
|                                                                        | ?                                                       |                                                         |                                                         |                                                         |                                                         |
|                                                                        | Adamo Giuseppe Galeazzi                                 |                                                         | Democrazia Cristiana                                    | 1963                                                    | 1965                                                    |
|                                                                        | ?                                                       |                                                         |                                                         |                                                         |                                                         |
|                                                                        | Silvio Balderi                                          |                                                         | Democrazia Cristiana                                    | 1970                                                    | 1975                                                    |
|                                                                        | Alessandro Costa                                        |                                                         | Partito Comunista Italiano                              | 1975                                                    | 1980                                                    |
|                                                                        | Costantino Cirelli                                      |                                                         | Partito Comunista Italiano                              | 1980                                                    | 1985                                                    |
|                                                                        | Ermanno Di Casale                                       |                                                         | Partito Socialista Italiano                             | 4 marzo 1987                                            | 8 agosto 1990                                           |
|                                                                        | Amedeo Boiardi                                          |                                                         | Partito Socialista Italiano                             | 8 agosto 1990                                           | 30 aprile 1994                                          |
| Presidenti eletti direttamente dai cittadini (1994-2014)               |                                                         |                                                         |                                                         |                                                         |                                                         |
| Nominativo                                                             | Nominativo                                              | Partito                                                 | Partito                                                 | Mandato                                                 | Mandato                                                 |
| Nominativo                                                             | Nominativo                                              | Partito                                                 | Partito                                                 | Inizio                                                  | Fine                                                    |
|                                                                        | Franco Gussoni                                          |                                                         | Partito Popolare Italiano                               | 7 dicembre 1994                                         | 30 novembre 1998                                        |
| 30 novembre 1998                                                       | Franco Gussoni                                          | 27 maggio 2003                                          | Partito Popolare Italiano                               |                                                         |                                                         |
|                                                                        | Osvaldo Angeli                                          |                                                         | Democratici di Sinistra                                 | 27 maggio 2003                                          | 29 aprile 2008                                          |
|                                                                        | Osvaldo Angeli                                          | Partito Democratico                                     | 29 aprile 2008                                          | 30 aprile 2013                                          |                                                         |
| Commissario straordinario                                              | Commissario straordinario                               | 30 aprile 2013                                          | 14 ottobre 2014                                         |                                                         |                                                         |
| Presidenti eletti dai sindaci e consiglieri della provincia (dal 2014) |                                                         |                                                         |                                                         |                                                         |                                                         |
| Nominativo                                                             | Nominativo                                              | Partito                                                 | Partito                                                 | Mandato                                                 | Mandato                                                 |
| Nominativo                                                             | Nominativo                                              | Partito                                                 | Partito                                                 | Inizio                                                  | Fine                                                    |
|                                                                        | Narciso Buffoni                                         |                                                         | Partito Democratico                                     | 14 ottobre 2014                                         | 12 dicembre 2016                                        |
|                                                                        | Gianni Lorenzetti                                       |                                                         | Partito Democratico                                     | 12 dicembre 2016                                        | in carica                                               |